# 愛你22小時
《愛你22小時》是一档已停播的台灣的廣播節目，於News98播放，主持人為王文華。

## 節目特色及風格
王文華與來賓的互動時，運用幽默風趣、或者溫暖知性的對話，使聽眾感受到歡樂和療癒，也帶有勵志之成分，是news98晚上時段裡相當受到歡迎的節目。

## 節目固定主題
1. 週一【不能說的秘密】：以call in的方式，讓聽眾打電話進來，訴說心中的秘密。
2. 周二【K歌之王】：以各種方式選一首主題曲，從這首歌去聯想更多歌。
3. 週三【世代交流】：邀請大學生到節目中，開放電話，讓不同世代的人打電話進來進而達到時世代的交流。
4. 週四【外面的世界】：第一段由王文華帶領分享一個地方的時事，第二歐三段早則透過電話訪問各地的特派員。
5. 周五【聽眾的聲音】：採訪聽眾一個主題並錄音至節目播出。

## 曾有過的主題
1. 週一【愛情報告】：回覆聽眾及「王文華流行館」網站留言，解答各樣疑惑及問題，跨媒體結合網站及廣播影響力。
2. 週二【愛情MTV】：以播放主題歌曲為主，設定各種兩性議題，開放Call-In和聽眾輕鬆互動、聊天。
3. 週三【美好的一年】：回顧每個年代的國語或西洋經典歌曲，搭配當時的時事討論，帶領聽眾重溫美好的一年。
4. 週四【HOW CAN I MAKE YOUR LIFE BETTER】：只要有關課業、工作、生活、愛情等各方面的問題疑惑，都歡迎聽眾CALL-IN進來詢問討論！並且在廣播中幫忙情侶傳達心意、表白、慶祝紀念日或是播放代表歌曲，幫聽眾傳達驚喜，創造更多人生的美好。
5. 週五【愛情音樂會】：流行歌手專訪，介紹新專輯歌曲，輕鬆淺談近況。

## 播出時間
2002年3月10日─2016年2月26日
播出時段：周一至週五22:00～23:00（僅於桃園以北播放，其他地區可由網路收聽）

## 外部連結
- 王文華的夢想學校 （页面存档备份，存于）
- 愛你22小時的Facebook專頁
- 愛你22小時的Plurk專頁
- 愛你22小時在Flickr上的页面
- 台灣全民廣播電台(NEWS98)官方網站 （页面存档备份，存于）
- YouTube上的愛你22小時 / 王文華播放列表